# Ie Naki Ko
Ie Naki Ko (japanisch 家なき子) ist eine Anime-Fernsehserie aus den Jahren 1977 und 1978 von TMS Entertainment. International wurde sie als Nobody's Boy Remi und unter weiteren Titeln bekannt. 1996 wurde eine Neuverfilmung von Studio Nippon Animation als Ie Naki Ko Remi gezeigt. Die Geschichte basiert auf dem Roman Sans famille von Hector Malot und spielt im Frankreich des 19. Jahrhunderts.

## Inhalt
Der junge Remi ist auf der Suche nach seinen Eltern. Er wuchs behütet bei einer Familie auf dem Land in Frankreich auf. Doch als sein Vater Baberin von der langjährigen Arbeit in Paris zurückkehrt, erfährt Remi von ihm, dass er ein Findelkind ist. Daraufhin wird er an eine Gruppe reisender Musiker unter Vitalis verkauft. Er wird begleitet von seinem Hund Capi und muss nun das harte Leben der reisenden Künstler bewältigen. Vitalis wird wie ein neuer Vater für ihn. Schließlich findet er nach vielen Abenteuern seine Mutter, die ihn schon für tot gehalten hat. Sie ist eine reiche Frau und hat einen weiteren Sohn, Remis Bruder. Obwohl das Leben mit ihnen leichter wäre, zieht er mit Vitalis weiter. Auf der Reise folgen mehrere Schicksalsschläge, die Remi zeitweise bei Gärtnern stranden und dann mit seinem Freund Mattia als Musiker weiterziehen lassen. Schließlich erfährt er, dass sein Vater noch am Leben sein könnte und reist nach London.

## Produktion und Veröffentlichung
Die Serie mit 51 Folgen entstand bei Studio TMS Entertainment unter der Regie von Osamu Dezaki. Die Autoren waren Haruya Yamazaki, Keiko Sugie und Tsunehisa Itō. Als Produzenten fungierten Hidehiko Takei und Keishi Yamazaki. Das Charakterdesign entwarf Akio Sugino und die künstlerische Leitung lag bei Shichirō Kobayashi. Die Animationsarbeiten leitete Akio Sugino und die Tonarbeiten Etsuji Yamada. Für die Kameraführung war Hirokata Takahashi verantwortlich. Die Produktion wurde in der Ankündigung als 3D-Animation bezeichnet, aber dennoch klassisch animiert. Die Serie wurde vom 2. Oktober 1977 bis zum 1. Oktober 1978 bei Nippon TV gezeigt. Es folgten Ausstrahlungen in den Niederlanden, Südkorea, Italien, Katar, Kuwait, Frankreich, Lateinamerika und Saudi-Arabien, teils mit mehreren Wiederholungen.
Zur Serie kam 1980 ein Film in die japanischen Kinos, ebenfalls unter dem Titel Ie Naki Ko. Er entstand beim gleichen Studio und ebenfalls unter der Regie von Osamu Dezaki.
1996 entstand eine Neuverfilmung bei Nippon Animation, die Teil der Reihe des World Masterpiece Theater ist. Aus der Hauptfigur wurde ein Mädchen und weitere Elemente der Handlung wurden verändert. Regie führte Kōzō Kusuba und die Drehbücher schrieben Mayumi Koyama und Michiru Shimada. Das Charakterdesign entwarf Masaru Oshiro und künstlerischer Leiter war Masaaki Kawaguchi. Tonregie führte Sadayoshi Fujino und für die Kameraführung war Kōji Kumagai verantwortlich. Produzenten waren Ken'ichi Satō und Madoka Takiyama. Die 26 Folgen wurden vom 1. September 1996 bis 23. März 1997 bei Fuji TV gezeigt. Eine englische Fassung wurde danach bei Animax in Asien ausgestrahlt, sowie weitere Synchronfassungen in Italien, Spanien, Philippinen und im arabischen Raum.

### Synchronisation
| Rolle             | Japanische Stimme (Seiyū) erste Serie | Japanische Stimme zweite Serie |
| ----------------- | ------------------------------------- | ------------------------------ |
| Remi              | Masako Sugaya                         | Mitsuko Horie                  |
| Vitalis           | Yōsuke Kondō                          | Fubito Yamano                  |
| Etiennette Acquin | Minori Matsushima                     |                                |
| Alexis Acquin     | Sumiko Shirakawa                      |                                |
| Joli-Coeur        |                                       | Chie Satō                      |
| Arthur            |                                       | Yumi Tōma                      |

### Musik
Die Musik der ersten Serie komponierte Takeo Watanabe. Die Vorspannlieder sind Ai ni Tsuite von Masashi Sada und Sā Aruki Hajime Yō (さあ歩きはじめよう) von Ayako Sawada. Für die Abspanne wurden die Lieder Harameko Māchi (はらぺこマーチ) von Ayako Sawada und Shiawase no Yokan von Youca unterlegt.
Für die Neuverfilmung komponierte Katsuhisa Hattori die Musik. Auch hier wurde der Vorspann mit Ai ni Tsuite von Masashi Sada unterlegt und der Abspann mit Shiawase no Yokan von Youca.

## Rezeption
Die erste Fernsehserie, so die Anime Encyclopedia, habe mit dem Zusatztitel als 3D-Animation eine hochtrabende Bezeichnung, biete aber immerhin gut gestaltete Charaktere und gekonnte Animation mit beweglichen Hintergründen, die eine Illusion von Tiefe erzeugen können. Bei der Neuverfilmung wurde die Hauptfigur wohl deswegen zum Mädchen, um die bekannte Sängerin Mitsuko Horie, mit der man die Rolle besetzt hatte, besser in Szene setzen zu können. Der Anime erhielt, vermutlich auch wegen der deutlichen Änderungen in der Handlung, die schlechtesten Bewertungen von allen Serien des World Masterpiece Theater und war damit auch die letzte Anime der Reihe für eine lange Zeit.